# جون وليامز (عسكري بريطاني)
جون وليامز (بالإنجليزية: John Williams)‏ (1934 - 11 يناير 2002) كان ضابطًا بالجيش البريطاني، حاصل على وسام رتبة الإمبراطورية البريطانية ووسام السلوك المتميز [الإنجليزية].

## مسيرته المهنية
انضم وليامز إلى الجيش في 1949 كعضو فرقة موسيقية عسكرية. ثم انتقل إلى سلاح المشاة في 1954 وخدم في فوج المظلات في منطقة قناة السويس وقبرص وبورنيو.
عُرفّ جون ويليامز باسم باتش (patch) لارتدائه رقعة على عينه اليسرى والتي خسرها أثناء معركة بلامان مابو [الإنجليزية] أثناء المواجهة الإندونيسية الماليزية، عندما تعرضت قاعدة سريته في بلامان مابو، على الحدود بين ولاية سراوق الماليزية وإندونيسيا، لهجوم عنيف من المشاة الإندونيسيين في 27 أبريل 1965 على ثلاث موجات، لكنه تمكن من تجميع رجاله ودحر كل هذه الهجمات. حصل ويليامز على وسام السلوك المتميز في 1965 نتيجة أفعاله خلال معركة بلامان مابو. كان وقتها يشغل رتبة رقيب أول سرية في الكتيبة الثانية، من فوج المظلات. ومما جاء في مقتطف من نص منحه هذا وسام السلوك المتميز: «يرجع الدفاع الناجح عن الموقع ضد المخاطر الكبيرة إلى حد كبير إلى شجاعته وريادته وقيادته وتدخله المباشر في المعركة في كل عثرة وفي كل موضع من أقصى درجات الخطر.»
خضع وليامز لعدة عمليات جراحية نتيجة الجروح التي أصيب بها خلال المعركة وخسر إحدى عينيه للأبد. أصبح فيما بعد رقيبًا رائدًا في الكتيبة الثانية، من فوج المظلات في 1968. ثم رقيبًا رائدًا في الكتيبة العاشرة، من فوج المظلات في 1972. حصل وليامز على وسام رتبة الإمبراطورية البريطانية في 1983 وفي نفس العام، عُين مُقدمًا في طاقم الإمداد والتموين بكلية أركان الجيش [الإنجليزية]، في كامبرلي. وتقاعد من الجيش في أكتوبر 1989 بعد أن أمضى 40 عامًا في خدمة فوج المظلات. تولى وليامز رئاسة رابطة الحائزين على أوسمة الشجاعة في عام 2000 لفترة وجيزة قبيل وفاته.

## جون وليامز كمادة دعائية
ادعى أحد أفراد المقاومة الشعبية في بورسعيد خلال العدوان الثلاثي، أنه تمكن من اغتيال (الميجور جون وليامز) ضابط المخابرات البريطاني بعد أن دس قنبلة يدوية في رغيف خبز وألقاها في سيارته مما نتج عنه مقتله. زعمت بعض المصادر المصرية أن جون وليامز كان يشغل مدير المخابرات البريطانية في منطقة القناة قبيل اتفاقية الجلاء وأنه عاد مع القوات البريطانية الغازية بمنصب (قائد مخابرات قوات غزو بورسعيد). لعب الممثل اليوناني المصري جورج يوردانيدس دور جون وليامز مدير المخابرات في فيلم بورسعيد الذي جسد عملية الاغتيال.
حتى اليوم لم يستدل على اسم شخص يحمل اسم جون وليامز بين القتلى والمصابين البريطانيين خلال عمليات غزو بورسعيد في 1956 مع عدم وجود ما يسمى منصب (قائد مخابرات قوات غزو بورسعيد) في القيادات المشتركة الأنجلو-فرنسية، كما لم يرد ما يؤكد تعرض جندي المظلات جون وليامز لحادث اغتيال أو إصابة خلال مشاركته العسكرية في بورسعيد.